# Diesel (Musiker)

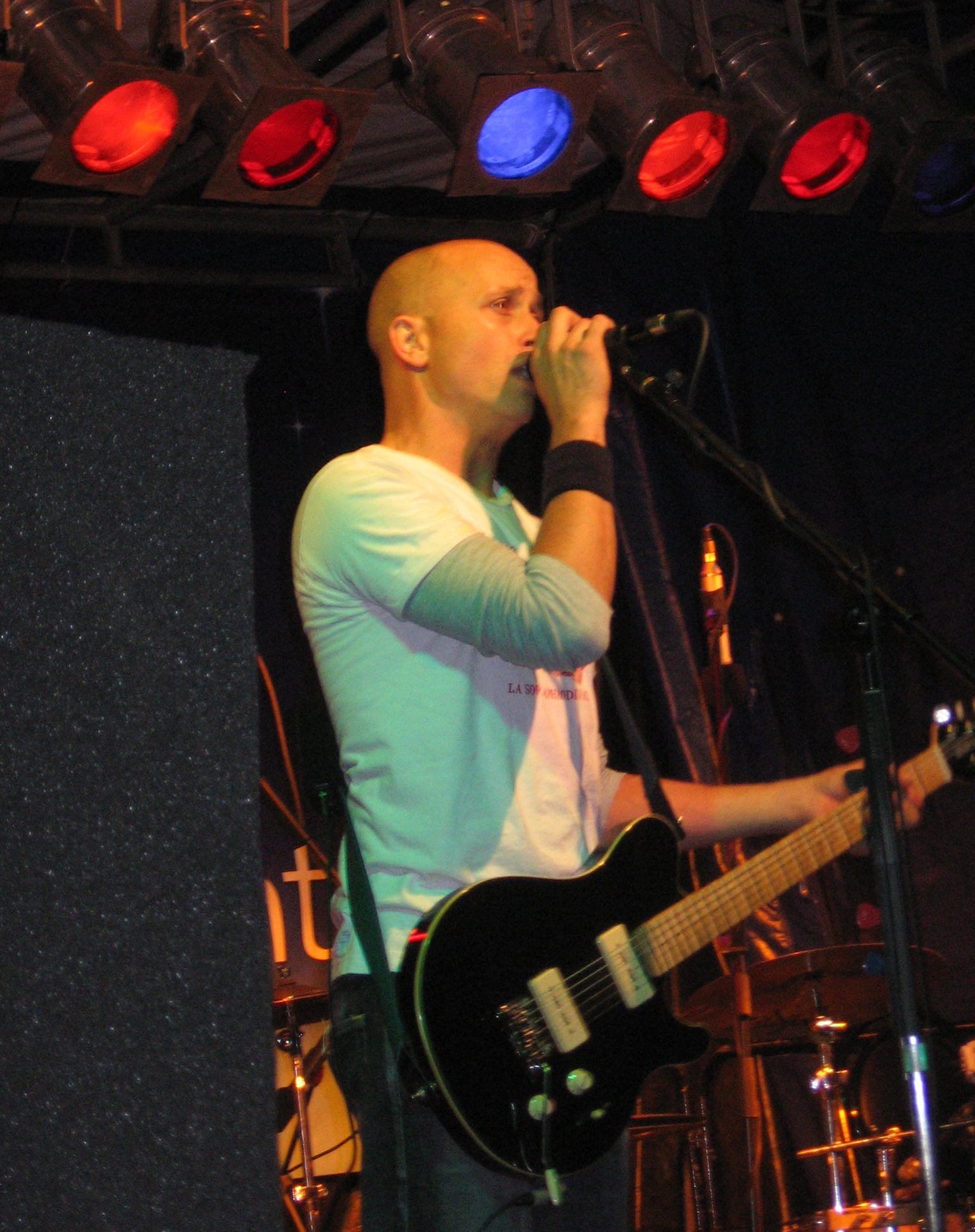
Johnny Diesel (2006)

Diesel (bürgerlich Mark Lizotte; * 31. Mai 1967 in Fall River, Massachusetts, USA), früher auch Johnny Diesel, ist ein australischer Rockmusiker und Gitarrist. Seinen Durchbruch hatte er in den späten 1980ern als Johnny Diesel mit seiner Begleitband The Injectors. Seit 1991 ist er solo als Diesel erfolgreich.

## Jugend
Obwohl in den USA geboren, zogen die Eltern von Mark Lizotte kurz nach der Geburt des Kindes ins australische Perth. Mark wurde mit einer Menge unterschiedlicher Musikinstrumente groß, doch besonders die elektrische Gitarre hatte es ihm angetan. Mark Lizotte spielte in den Bands The Kind, The Innocent Bystanders und Close Action. Zusammen mit der Gruppe The Innocent Bystanders nahm er im Jahre 1983 seine erste Platte auf. Im Juni 1986 verließ er die Band.

## Johnny Diesel and the Injectors (1987–1990)
Mark Lizotte nahm im Jahre 1987 den Künstlernamen Johnny Diesel an und gründete die Band Johnny Diesel and the Injectors.
Das gleichnamige Album Johnny Diesel and the Injectors wurde in Memphis (Tennessee) aufgenommen, produziert wurde es von Terry Manning und im März 1989 aufgenommen. Die Band gewann zwei ARIA Awards für Best New Talent und Best Selling Album of the Year.

## Diesel (1991–1998)
Zu diesem Zeitpunkt löste er die Band auf, um im Juli 1991 unter dem Namen Diesel und der Single Love Junk wieder aufzutauchen. Im Jahre 1992 folgte die Platte Hepfidelity mit den zusätzlichen Auskopplungen Come To Me, Tip of My Tongue, Man Alive und One More Time. Diesel gewann damit zwei ARIA Awards für Best Album und Best Male Artist im Jahre 1992.
Im August 1993 folgte dann The Lobbyist, die aus einem Mix von neuen Songs, überarbeiteten Stücken der Hepfidelity-Platte und einigen Coverversionen bestand. Wieder gewann für diese Platte einen ARIA Award als Best Male Artist.
Im Jahre 1994 erschien dann Solid State Rhyme mit den Singles All Come Together, Fifteen Feet of Snow und Get It On.
Danach änderte Diesel für eine Platte seine Stilrichtung mit Short Cool Ones, ein Album mit Blues-Coverstücken und einem neuen Stück von Diesel. Er nahm diese Platte mit dem australischen Blues-Musiker Chris Wilson auf. Im Jahre 1996 brachte er seine Best-of-Platte Rewind - The Best Of auf den Markt. Im selben Jahr zog er mit seiner Familie nach New York. Von dort aus veröffentlichte er im Jahr 1999 das Album Soul Lost Companion unter seinem bürgerlichen Namen Mark Lizotte. Die Single-Auskopplungen dieser Platte waren die Songs Dig und Satellite. Aber bereits nach wenigen Jahre kehrte er wieder nach Australien zurück und veröffentlichte im Oktober 2002 die Platte Hear unter dem Namen Diesel. Im Jahre 2004 erschien dann die Akustik-Platte Singled Out.

## Diskografie

### Alben
| Jahr                                | Titel                                   | Höchstplatzierung, Gesamtwochen, AuszeichnungChartsChartplatzierungen (Jahr, Titel, Platzierungen, Wochen, Auszeichnungen, Anmerkungen) | Anmerkungen                           |
| Jahr                                | Titel                                   | AU | Anmerkungen                           |
| ----------------------------------- | --------------------------------------- | --- | ------------------------------------- |
| als Johnny Diesel and the Injectors |                                         | |                                       |
|                                     |                                         | |                                       |
| 1989                                | Johnny Diesel & the Injectors           | AU2 ×2Doppelplatin · (31 Wo.)AU |                                       |
| 1989                                | Live In London                          | AU27 (5 Wo.)AU |                                       |
| als Diesel                          |                                         | |                                       |
|                                     |                                         | |                                       |
| 1992                                | Hepfidelity                             | AU1 (31 Wo.)AU | Erstveröffentlichung: 2. März 1992    |
| 1993                                | The Lobbyist                            | AU1 (12 Wo.)AU | Erstveröffentlichung: 9. August 1993  |
| 1994                                | Solid State Rhyme                       | AU10 (10 Wo.)AU |                                       |
| 1996                                | Short Cool Ones                         | AU18 (15 Wo.)AU | mit Chris Wilson als Wilson Diesel    |
| 1999                                | Soul Lost Companion                     | AU18 (1 Wo.)AU | als Mark Lizotte                      |
| 2006                                | Coathanger Antennae                     | AU23 (2 Wo.)AU | Erstveröffentlichung: 17. Juni 2006   |
| 2008                                | Days Like These                         | AU17 (2 Wo.)AU | Erstveröffentlichung: 23. August 2008 |
| 2009                                | Project Blues: Saturday Suffering Fools | AU50 (1 Wo.)AU |                                       |
| 2013                                | Let It Fly                              | AU31 (1 Wo.)AU |                                       |
| 2016                                | Americana                               | AU15 (2 Wo.)AU |                                       |
| 2018                                | 30: The Greatest Hits                   | AU16 (1 Wo.)AU |                                       |
| 2019                                | Sunset Suburbia                         | AU10 (1 Wo.)AU |                                       |
| 2021                                | Alone with Blues                        | AU20 (1 Wo.)AU |                                       |
| 2023                                | Bootleg Melancholy                      | AU43 (1 Wo.)AU |                                       |

Weitere Alben
- 1996: Rewind - The Best Of
- 2002: Hear
- 2004: Singled Out

### Singles
| Jahr                                | Titel Album                                           | Höchstplatzierung, Gesamtwochen, AuszeichnungChartplatzierungen (Jahr, Titel, Album, Platzierungen, Wochen, Auszeichnungen, Anmerkungen) | Höchstplatzierung, Gesamtwochen, AuszeichnungChartplatzierungen (Jahr, Titel, Album, Platzierungen, Wochen, Auszeichnungen, Anmerkungen) | Höchstplatzierung, Gesamtwochen, AuszeichnungChartplatzierungen (Jahr, Titel, Album, Platzierungen, Wochen, Auszeichnungen, Anmerkungen) | Anmerkungen                                          |
| Jahr                                | Titel Album                                           | AU | DE | UK | Anmerkungen                                          |
| ----------------------------------- | ----------------------------------------------------- | --- | --- | --- | ---------------------------------------------------- |
| als Johnny Diesel and the Injectors |                                                       | | | |                                                      |
|                                     |                                                       | | | |                                                      |
| 1988                                | Don’t Need Love Johnny Diesel & the Injectors         | AU10 (24 Wo.)AU | — | UK83 (4 Wo.)UK | Erstveröffentlichung: 23. Oktober 1988               |
| 1988                                | Soul Revival Johnny Diesel & the Injectors            | AU9 (15 Wo.)AU | — | — |                                                      |
| 1989                                | Cry in Shame Johnny Diesel & the Injectors            | AU10 (13 Wo.)AU | — | — | Erstveröffentlichung: 17. April 1989                 |
| 1989                                | Looking for Love Johnny Diesel & the Injectors        | AU28 (7 Wo.)AU | — | — | Erstveröffentlichung: 10. Juli 1989                  |
| 1990                                | Please Send Me Someone to Love The Delinquents O.S.T. | AU11 (11 Wo.)AU | — | — | Erstveröffentlichung: 8. Januar 1990                 |
| als Diesel                          |                                                       | | | |                                                      |
|                                     |                                                       | | | |                                                      |
| 1991                                | Love Junk Hepfidelity                                 | AU19 (9 Wo.)AU | — | — | Erstveröffentlichung: 2. Juni 1991 als Johnny Diesel |
| 1991                                | Come to Me Hepfidelity                                | AU8 (16 Wo.)AU | — | — | Erstveröffentlichung: 3. November 1991               |
| 1992                                | Tip of My Tongue Hepfidelity                          | AU4 (14 Wo.)AU | DE77 (7 Wo.)DE | — | Erstveröffentlichung: 27. Januar 1992                |
| 1992                                | Man Alive Hepfidelity                                 | AU20 (9 Wo.)AU | — | — | Erstveröffentlichung: 10. Mai 1992                   |
| 1993                                | Never Miss Your Water The Lobbyist                    | AU12 (12 Wo.)AU | — | — |                                                      |
| 1993                                | Masterplan The Lobbyist                               | AU42 (3 Wo.)AU | — | — | Erstveröffentlichung: 26. September 1993             |
| 1993                                | I’ve Been Loving You Too Long The Lobbyist            | AU41 (4 Wo.)AU | — | — | Erstveröffentlichung: 19. Dezember 1993              |
| 1994                                | All Come Together Solid State Rhyme                   | AU17 (8 Wo.)AU | — | — |                                                      |
| 1995                                | 15 Feet of Snow Solid State Rhyme                     | AU29 (10 Wo.)AU | — | — | Erstveröffentlichung: 5. Februar 1995                |
| 1999                                | Dig Soul Lost Companion                               | AU18 (3 Wo.)AU | — | — | als Mark Lizotte                                     |
| 2006                                | Crazytown Coathanger Antennae                         | AU39 (2 Wo.)AU | — | — |                                                      |

Weitere Singles
- 1992: One More Time
- 1995: Get It On
- 1996: I Can't Stand the Rain
- 1996: Strange Love
- 1996: Other Man
- 1999: Satellite
- 2002: Battleworn
- 2002: Getta Kick
- 2003: Angel Face
- 2003: Faith & Gasoline
- 2005: Postcards from the Moon
- 2006: Saviour
- 2011: Under the Influence

## Videoalben

### VHS
- 1989: Johnny Diesel & the Injectors (6-Track Video Clips)
- 1993: Hepfidelity & More (14-Track Video Clips & Footage)

### DVDs
- 2004: The First Fifteen ’89-’04 Live
- 2006: Diesel + Strings: Live at the Vanguard (DVD/CD)

## Preise
- ARIA für Best Male Artist (1992, 1993, 1995)
- ARIA Award für Best Album: Hepfidelity (1992)